# ناتالیا گوربانوفسایا
ناتالیا یِوگنیِونا گوربانوفسایا (روسی: Ната́лья Евге́ньевна Горбане́вская؛ IPA: [nɐˈtalʲjə jɪvˈɡʲenʲjɪvnə ɡərbɐˈnʲɛfskəjə] ()؛ ۲۶ مهٔ ۱۹۳۶ در مسکو – ۲۹ نوامبر ۲۰۱۳ در پاریس) شاعر روسی، مترجم ادبیات لهستانی، و یک فعال حقوق مدنی و سیاسی اهل اتحاد جماهیر شوروی سوسیالیستی بود.